# جيري هيتشنز
جيري هيتشنز (بالإنجليزية: Gerry Hitchens)‏ (مواليد 8 أكتوبر 1934) هو لاعب كرة قدم. يلعب مع منتخب إنجلترا لكرة القدم. سبق له أن لعب في كأس العالم لكرة القدم مع منتخب بلاده.

## روابط خارجية
- جيري هيتشنز على موقع الاتحاد الدولي (مؤرشف)  (الإنجليزية)
- جيري هيتشنز على موقع قاعدة بيانات كرة القدم.إي يو (الإنجليزية)
- جيري هيتشنز على موقع ناشيونال فوتبول تيمز (الإنجليزية)
- جيري هيتشنز على موقع عالم كرة القدم.نت (الإنجليزية)